# Kashyyyk
A Kashyyyk ([kæʃɪk], kb. „kesik”, magyarul „kásik”) a Csillagok háborúja elképzelt univerzumának egyik bolygója. Ismert mint „a vukik bolygója” is. A Csillagok háborúja harmadik részében, A Sith-ek bosszúja című filmben jelenik meg. Navigációs pontként szolgál a galaxis délnyugati kvadránsa felé.
A bolygóról származó legismertebb szereplő Csubakka, aki a Kashyyyk bolygón született és a családjával itt élt. Elvitték rabszolgának, de Han Solo kiszabadította a fogságból, ezzel a vukik hite szerint örök életre lekötelezte. Csubakka és Han Solo elválaszthatatlan társakká váltak.

## Leírása
Fákkal gazdagon borított felszínű erdőbolygó. Külső megjelenése az Endorhoz hasonló, de itt nagyobb sík területek és szigetek is találhatók. A tengerpartok nyílt térségekkel rendelkeznek, de a parttól 1 km-re befelé a szárazföld áthatolhatatlan erdővé alakul.

## Élővilága
A "wroshyrfák" [vrosirfák] a legkülönlegesebb élőlények a bolygón. A kilométer(!)   magasra megnövő fák kiterjedt erdőségeket alkotnak. Ha növekedésük során egymás útjába kerülnek,   összefonódnak és erős egységet alkotva növekszenek tovább. Ezek a természetes összefonódások   kínálkoztak a békésebb állatok, így a wookiee-k [vukik] korai őseinek lakóhelyéül. A wookiee-k   [vukik] valóságos városokat alakítottak ki az összefonódott fákból, ahol több millió wookiee [vuki]   él.
A "bonshyyyrfák" kisebbek, és sötét zugokban élnek.
A "tüdőnövény", vagy "thosyyn" egy érdekes növény ami olyan mint egy nagy paprika, de ha közel   megyünk hozzá lelanyhásodik, összehúzódik, és hatalmasat lehet rajta pattanni.
A "kooponh" vagy "mushbloom" (ami a galaktikus közös nyelvre fordítva azt jelenti, hogy   "hártyahüvely") egy apró gombaszerű növény, mely általában a "thosyyn" törzsénél, vagy a környékén   szokott virágozni. A "kooponh" kis fehér, citromsárga, és zöld színekben pompázik, hasonlít a   gombához, tönkje fehér, az ovális alakú hártyás gömbje vagy kalapja citromsárga és zöld színű,   termése pedig az alig 1 centiméteres apró, parányi "byccokhyk" [bikkokkik], mely kék, s ehető (a   wookiee- k [vukik] meg is eszik, sőt egyébként a fő táplálékaik egyike a "kooponh" termése, a   "byccokhyk").
A Kashyyykon még a füvek is nagyok, ugyanis van egy fűfajta, a tejfű, vagy croyyystarchy (most   tejfűnek fogjuk nevezni, mert így van a galaktikus közös nyelvben is, legalábbis a szabad, szó   szerinti fordításában biztos), mely kb. akkora, mint 2,5 vuki, vagy akkora, mint 3 ember. A tejfű   hatalmas, sötétzöld, és leginkább természeti magaslatokon szokott megjelenni, mint például a   fennsíkok, hegyek, dombok, és egyéb ilyesfajta Kashyyyk-on megtalálható természeti magaslatok. A   tejfűnek nincs termése, de van gyökérzet, ami óriási (mint egyébként minden növény, minden élőlény,   és úgy minden összességében a Kashyyyk-on), szerteágazó, sötétesbarna, fekete, és vastag szálas   kötésű mellékgyökérzet.
A talajszinthez közeledve egyre vadabb és veszélyesebb állatokat és növényeket találunk. Az erdők talaját soha nem éri fény, itt primitívebb, biolumineszcenciával világító, ugyanakkor fogakkal rendelkező élőlények élnek. A közbenső területen húsevő növények, úgynevezett "állkapcsos növények" is vannak.
A vukik értelmes faja, akik elsősorban a fák magasabb régióiban kiépített városaikban laknak (a tengerpartokon is vannak településeik), hét egymás alatti rétegre osztják fel az alattuk elterülő élővilágot. A vukik a lentről számított negyedik rétegig hatolnak csak le.
A fák törzsén olyan ragadozók élnek, mint a szarvakkal rendelkező "katarn", és az öt végtaggal rendelkező "kkekkrrg rro".
A mélyebb régiókban pókszerű, méreggel ölő élőlények, lángköpő bogarak és fojtó anyagot kibocsátó meztelen csigák vannak, mint például a "slyyyg", és a "wyyyschokk". Bizonyos magasságokban békésebb élőlények is élnek, mint amilyen a soklábú "sureggi", amit teherszállításra is be lehet tanítani.
A levegőben "kroyie", és "shriyyo" madarak élnek.
A bolygó egyedi élővilágát a "The Wookiee Storybook" című könyv tárgyalja részletesen.

## Történelme
|  | Alább a cselekmény részletei következnek! |

### Korai időszak
A Galaktikus Köztársaság felemelkedése előtt ezer évvel a Kashyyyk a Végtelen Birodalom tagja volt.
Felszínét a rakaták terraformálták, aminek eredménye a szokatlanul nagy kiterjedésű lombozat, ami a későbbi időkben is a bolygó nagy részét beborítja.
A bolygó felszínén elrejtve egy csillagtérkép található, ami fontos nyomot jelent a Star Forge ismeretlen helyének megtalálásában.

### Czerka Corporation és rabszolgaság
A Czerka Corporation felderítői Y. e. 4000 körül fedezték fel a bolygót, aminek a G5-623 katalógusszámot adták. Néha Edean néven is hivatkoztak rá. A Czerka a vukikat rabszolgaként használta, néhány állatfaját pedig vadászattal majdnem teljesen kiirtotta.
Hogy biztosítsák a viszonylagos békés jelenlétüket, a Czerka a vukik közül kiválasztott törzsfőnököket segített hatalomra, akiket zsoldosokkal és fegyverekkel láttak el. A törzsfők elkezdték a törzseket a „galaktikus alap” nyelvre oktatni (az „ismerd meg ellenségedet” elv jegyében). A valóságban azonban a vukik csak jobb rabszolgákká váltak. A törzs létszámának meghatározott százaléka továbbra is rabszolga volt.
A folyamat hasonlóan játszódott le a Föld valódi történelmében is Afrika és Dél-Amerika vonatkozásában, az Afrikában erőszakkal elrabolt embereket Dél-Amerikába vitték, ahol embertelen körülmények között dolgoztatták őket. Közben a rabszolgák elsajátították fogvatartóik nyelvét.
A Czerka uralomnak a revanok és a lázadó vukik vetettek véget.

### A Klónháborúk
A Klónháborúk során Y. e. 22 és 19 között a Kashyyyk a Galaktikus Köztársaság mellett harcolt. Az egyik ilyen csata során Yoda a bolygóra repült, hogy segítsen a Kashyyyk oldalán a harcban. Ez az utolsó nagy csaták egyike volt a Klónháborúk során, úgy is ismert, mint a „Csata a Kashyyyk-on”. Ez után bukott el a Köztársaság, és emelkedett hatalomra a Birodalom.
A csata alatt adták ki a klónhadseregnek a „66-os parancs”-ot, ami az összes jedi, így Yoda megsemmisítését célozta. Yoda nem halt meg, és sikerült elmenekülnie barátai és olyan neves vukik segítségével, mint Csubakka és Tarfful. Ez után a klónok sikeresen védték a bolygót a Szeparatisták előretörése ellen. A „66-os parancs” érvényessége alatt Quinlan Vos és Luminara Unduli is a Kashyyyk-on tartózkodott.

### „Sötét idők”
A Galaktikus Birodalom uralma alatt a Kashyyyk is, minden más bolygó a galaxisban, engedelmességgel tartozott a Birodalom utasításainak.
Az első Halálcsillag elpusztítása után a Birodalom, Darth Vader vezetésével a felelősök felkutatásába kezdett, a Kashyyyk ekkor blokád alá került a Tatuin bolygóval együtt, hogy így Han Solo és Csubakka felfedjék magukat. Csubakka éppen amikor a szent vuki ünnepre, az Élet Napjára utazott haza, akkor támadta meg a Birodalom az otthonát, így nem találták meg.
Darth Vader a Kashyyyk-on végzett támadás során találja meg titkos tanítványát, Galen Mareket a The Force Unleashed-ben.
Más alkalommal a Lázadók Szövetsége Han Solo vezetésével még az első Halálcsillag elpusztítása előtt megtámadja a bolygón lévő birodalmi erőket, hogy felszabadítsák a vukikat a rabszolgaság alól, de visszaverik őket.

### Az Új Köztársaság
A Birodalom bukása után a Kashyyyk csatlakozik az Új Köztársasághoz, amit a Lázadók Szövetségének vezetői irányítanak. Az Inferno című regényben a Kashyyyk nagy része elpusztul egy megtorlásban, amit olyan jedik befogadása miatt kaptak, akik szemben álltak a Köztársaság vezetésével.
|  | Itt a vége a cselekmény részletezésének! |

## Megjelenése a filmekben
Csak A Sith-ek bosszúja című filmben jelenik meg.
Yoda jedi mester ide utazik, hogy részt vegyen a vukik és a droidhadsereg összecsapásában.

## Megjelenése regényekben
Az endori csata után öt évvel Leia Organa ide utazik Csubakkával, hogy elrejtőzzék a noghrik elől, akik el akarják rabolni őt Thrawn főadmirálistól. Az ezüstszürke idegenek megtalálják Rwookrrorro városában. Leia Csubakkába kapaszkodva menekül a fákon, de a noghrik egy lebegő járművel követik őket. Leia a fénykardját egy liánra erősítve a jármű felé lengeti, aminek ennek következtében felhasad a tartólemeze, utasai pedig a párás mélységbe zuhannak.
Tizennégy évvel később Leia és Han ikrei, Jacen Solo és Jaina Solo a Kashyyykra érkezik Lobakkával (eredeti írásmóddal: Lowbacca), Csubakka unokaöccsével, aki szintén jedi tanuló. A barátok egy harc közepébe csöppennek, amikor a Második Birodalom megtámad egy számítógép-készítő gyárat Thikkiiana városában. A birodalmiak a veszélyes alsóbb régiókig üldözik őket, de sikerül életben maradniuk.

## Megjelenése videojátékokban
A Kashyyyk a következő videojátékokban jelenik meg: Star Wars: Galaxies, Star Wars: Galactic Battlegrounds, Star Wars: Battlefront, Star Wars: Battlefront II, Star Wars: Republic Commando, Star Wars: The Clone Wars, Star Wars: Empire at War, Lego Star Wars: The Video Game, Lego Star Wars: The Complete Saga, Star Wars: The Force Unleashed és Star Wars: Knights of the Old Republic. Az utóbbi 4000 évvel játszódik korábban, mint a Galactic Empire.

## Forgatási körülmények
A hátteret a Thaiföld déli részén lévő Krabi régióban vették fel, ami karsztformációiról híres, továbbá Kína hasonló területein.
A vuki lakhelyeket makettekből készítették.

## Fordítás
- Ez a szócikk részben vagy egészben  a   Kashyyyk című angol Wikipédia-szócikk fordításán alapul.  Az eredeti cikk szerkesztőit annak laptörténete sorolja fel. Ez a jelzés csupán a megfogalmazás eredetét és a szerzői jogokat jelzi, nem szolgál a cikkben szereplő információk forrásmegjelöléseként.